# 알베르토 후안토레나
알베르토 후안토레나 당헤르(스페인어: Alberto Juantorena Danger, 1950년 12월 3일 ~ )는 쿠바의 육상 선수였다.
산티아고 데 쿠바(Santiago de Cuba)에서 태어난 그는 처음에 농구를 시작하였다가, 후에 폴란드의 육상 코치 지그문트 자비에르조프스키에게 발탁되어 육상의 길을 선택하였다.
1972년 뮌헨 올림픽에 첫 출전하여, 400m에서 준결승전에서 탈락하였다. 4년 후, 1976년 몬트리올 올림픽에서 400m와 800m를 재패한 첫 육상 선수가 되었으며, 800m에서는 1분 43.50초의 세계 기록을 세웠다.
그의 별명은 "엘 카발로(El Caballo)"라고 불렸는 데, 스페인어로 "말"이란 뜻이다. 1977년 뒤셀도르프에서 열린 IAAF 월드컵에서도 양 종목을 다시 우승하였다. 1980년 모스크바 올림픽에도 참가하여 400m 결승전에 진출하였지만, 4위에 머물고 말았다.
후에 쿠바의 체육부 부장관이 되었다.